# Józef Tomasz Szabel
Józef Tomasz Szabel (ur. 1735 w Częstochowie, zm. 8 lipca 1805 w Krakowie) – profesor matematyki i teologii, rektor Szkoły Głównej Koronnej.

## Życiorys
Był synem Jana mieszczanina częstochowskiego. Od maja 1750 studiował na Uniwersytecie Krakowskim uzyskując 15 maja 1755 stopień bakałarza, a 19 października 1758 magistra sztuk wyzwolonych i doktora filozofii. Uczył w szkołach parafialnych przy kościołach Bożego Ciała i św. Jakuba na Kazimierzu. Na prośbę prałata kościoła Bożego Ciała otrzymał 28 maja 1759 pozwolenie władz uniwersyteckich na wykładanie filozofii członkom tamtejszego konwentu kanoników regularnych. Od 1761, objął na Uniwersytecie wykłady z matematyki. Powołany w 1762 na profesora Szkół Nowodworskich, wykładał początkowo w klasie gramatyki, później poetyki. 25 lutego 1763 został obrany seniorem Bursy Filozofów. 4 grudnia 1763 został włączony w poczet nauczycieli do Uniwersytetu i w latach 1766–1767 pełnił obowiązki prepozyta Kolegium Mniejszego, a w następnie 1768 dziekana Wydziału Filozoficznego. Dopiero 28 stycznia 1768 otrzymał święcenia kapłańskie. Wydelegowany przez władze uniwersyteckie do kolonii akademickiej w Chełmnie, od jesieni 1770 do lata 1773 kierował nią jako rektor. 7 lutego 1774 otrzymał miejsce w Kolegium Większym. Jako profesor opłacany z cła krakowskiego podjął w ramach wykłady z logiki, a w  1775 z fizyki, później skupił się wyłącznie na zajęciach z matematyki. W latach 1774–1775 pełnił obowiązki prepozyta Kolegium Większego. W tym samym czasie otrzymał prałaturę kolegiaty św. Anny w Krakowie.
Wraz z rektorem Andrzejem Lipiewiczem uczestniczył w pracach komisji uniwersyteckiej opracowującej nową, przystosowaną do programu KEN ordynację studiów. Prawdopodobnie pod koniec lat siedemdziesiątych podjął studia teologiczne i już jako licencjat został 28 września 1780 promowany na doktora teologii. Popierany przez wizytatora uczelni Hugona Kołłątaja został powołany na profesora teologii dogmatycznej w zreformowanej Szkole Głównej Koronnej. Był zwolennikiem reformy nauczania i nowej organizacji szkolnictwa. Dał tego dowód podczas prowadzonej w 1781 przez bp. krakowskiego Kajetana Sołtyka kampanii przeciw Kołłątajowi, jako jedyny wśród dawnych profesorów stanu duchownego nie poddał się szantażom biskupa i został do końca po stronie wizytatora. Był już kanonikiem katedralnym płockim w 1782, 31 maja 1785 został mianowany przez KEN prezesem Kolegium Moralnego. Na ręce Józefa Szabela złożył 3 października 1785 przysięgę nowo mianowany rektor Feliks Oraczewski, który w grudniu powołał go na asesora sądu rektorskiego. W 1788 wszedł do grona członków, założonego przez Oraczewskiego Towarzystwa Filantropów. W 1788 wybrany został jako reprezentant Szkoły Głównej na sejmik proszowicki. Od sierpnia 1789 pełnił zastępczo obowiązki rektorskie. W sporze o przywileje i autonomię uczelni był zwolennikiem uznania zwierzchności KEN i współpracował z jej wizytatorami. W wyniku wyborów objął 31 maja 1790 urząd rektora Szkoły Głównej Koronnej. Od 22 lipca 1795 kilkakrotnie składał  Miał dymisję z urzędu rektorskiego, ale w trudnym dla uczelni okresie porozbiorowym uzyskał ją dopiero w grudniu 1797. Miał księgozbiór złożony z 410 tytułów w 534 woluminach dzieł niemieckich, włoskich i francuskich, głównie z zakresu teologii oraz filozofii i matematyki. Pochowany w  kościele św. Anny.